# Vought XF5U
Il Vought XF5U era un aereo da caccia con caratteristiche STOL progettato dall'azienda aeronautica statunitense Vought nella prima metà degli anni quaranta.
Aereo tuttala dalla inconsueta forma discoidale, compendio delle esperienze maturate con il prototipo V-173, fu realizzato in due esemplari ma la sua sperimentazione venne terminata prima di compiere il primo volo.

## Storia del progetto
Frutto di un'idea di Charles H. Zimmerman, già teorico di aerodinamica presso il National Advisory Committee for Aeronautics divenuto in seguito consulente per la Vought, l'XF5U avrebbe dovuto rappresentare la conclusione del lungo processo di sviluppo intrapreso unitamente alla United States Navy per un aereo da caccia che possedesse contemporaneamente sia attitudini di volo a velocità elevate, era infatti concepito per volare a velocità di 500 miglia all'ora (805 km/h), che caratteristiche STOL per poter atterrare a 40 miglia all'ora (64 km/h) in spazi limitati, al fine di agevolarne l'impiego dalle portaerei.

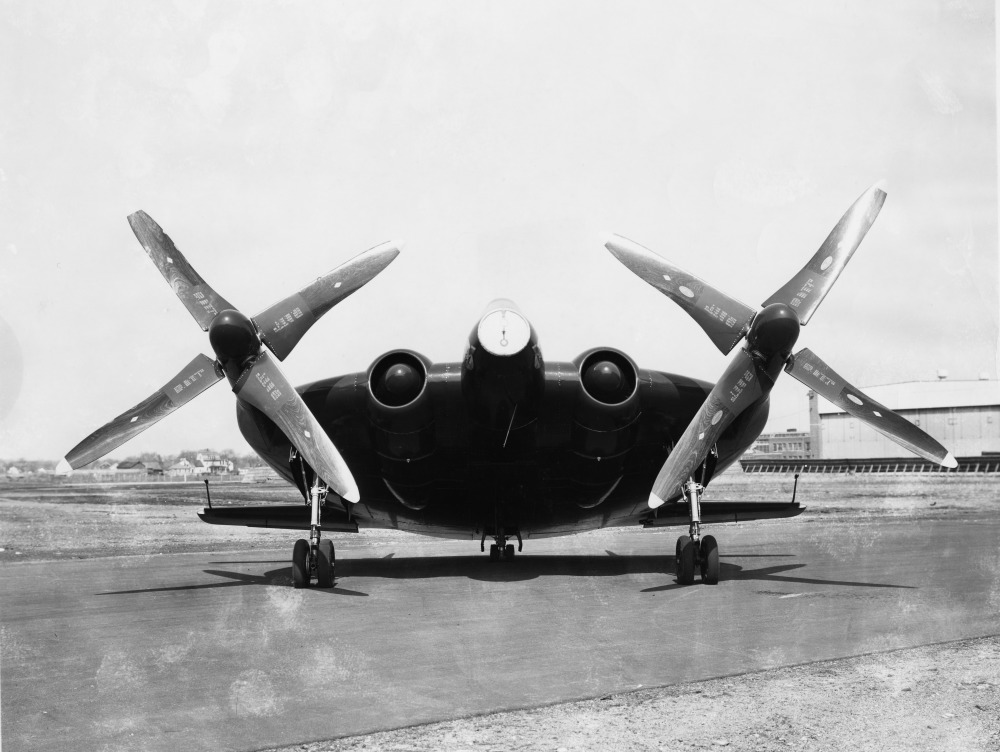
Vista frontale dell'XF5U.

Le prestazioni del velivolo dovevano essere frutto della combinazione tra la potenza, fornita da due motori capaci di 1 350 cavalli vapore britannici (1 006,7 kW) ciascuno, e la portanza generata dal corpo dell'aereo, nella sua inusitata forma che gli garantì di ereditare il soprannome Flying Pancake già attribuito al V-173. I motori, disposti nella zona centrale del velivolo ai fianchi della cabina di pilotaggio, azionavano eliche situate alle estremità del bordo d'attacco del piano alare, tramite un complesso sistema di alberi di trasmissione. Le eliche erano predisposte per ruotare in senso opposto rispetto ai vortici d'aria che vengono a crearsi ad ognuna delle estremità delle ali, allo scopo di prevenirne o ridurne la formazione, aumentando così l'efficienza aerodinamica del velivolo. Il sistema di trasmissione era studiato in modo da poter trasferire il moto di ciascun motore ad entrambe le eliche, in modo da poter sopperire all'eventuale malfunzionamento di uno dei propulsori senza causare squilibri all'aereo in volo.
Mentre sul primo esemplare furono svolte le prove di resistenza statica, lo sviluppo delle eliche e la messa a punto dell'intricato sistema di alberi ed ingranaggi per la trasmissione del moto causarono ritardi nel completamento del secondo prototipo, destinato al volo: le prove di rullaggio poterono iniziare solamente nel 1948 e misero comunque in evidenza che i problemi non potevano ancora dirsi risolti, consigliando di svolgere i test di volo su una superficie libera da qualsiasi ostacolo come la Edwards Air Force Base.
Mentre erano in corso i preparativi per il trasporto via mare dell'aereo, la U.S. Navy valutò non più giustificabile la spesa ancora necessaria allo sviluppo di un velivolo con motori endotermici quando era già evidente l'inizio dell'era dei jet; il contratto per la realizzazione dell'XF5U fu così cancellato e la Vought ricevette l'ordine di distruggerne il secondo prototipo.

## Tecnica

### Cellula

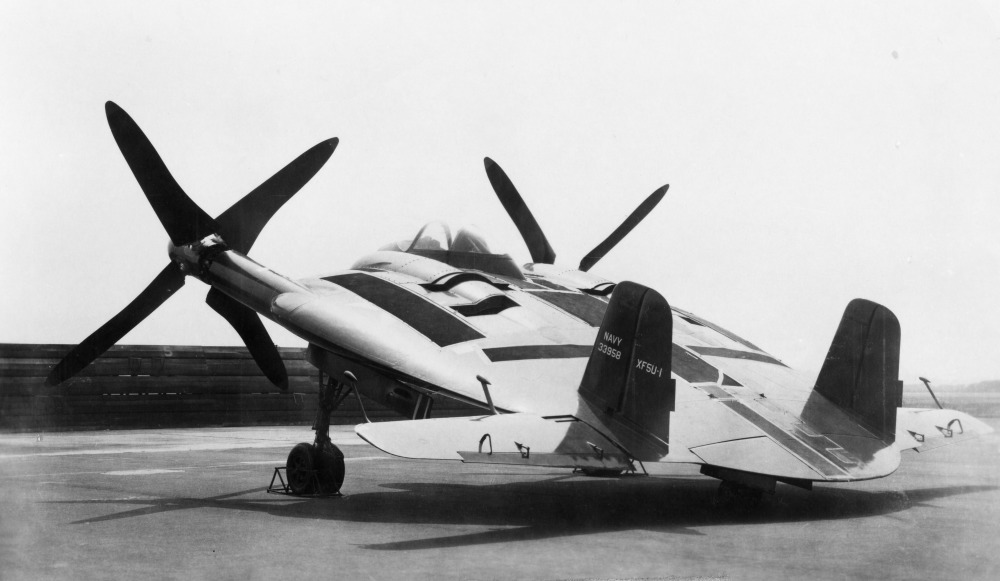
Vista posteriore dell'XF5U; in bella vista le superfici di controllo.

Il Vought XF5U era un monoplano bimotore dalla struttura interamente metallica con rivestimento realizzato in "Metalite" un materiale composito, brevettato dalla stessa casa costruttrice, costituito da un foglio di legno di balsa ricoperto da due sottili fogli di lega di alluminio. Nelle forme l'aereo ricalcava la soluzione del precedente V-173: si presentava come un'ala volante di forma discoidale con bordo d'attacco leggermente ricurvo, profilo simmetrico NACA 0015 e ridotto allungamento.
Le superfici di controllo mobili erano ricavate nella zona posteriore del corpo del velivolo: erano presenti due piani verticali nella consueta conformazione con deriva e timone tra i quali erano presenti due flap; nella zona esterna, a sbalzo rispetto alla struttura del velivolo, erano inoltre presenti due elevoni (uno per lato) anch'essi interamente realizzati in "Metalite".
La cabina di pilotaggio, monoposto, era ricavata all'interno dello spessore alare; era sormontata da un cupolino vetrato scorrevole verso il posteriore; l'estremità anteriore del velivolo era realizzata in polimetilmetacrilato trasparente: conteneva la luce d'atterraggio e la fotomitragliatrice.
Il carrello d'atterraggio era retrattile, di tipo classico. Le gambe anteriori, che si ritraevano nella parte inferiore delle gondole dei motori, erano dotate di doppia ruota e permettevano il posizionamento dell'aereo con un angolo di 18,7° rispetto al terreno, necessario ad impedire alle eliche di toccare il suolo. Le gambe, formate da un montante principale (ammortizzato) e due più piccoli a supporto, avevano ruota doppia. Nella mezzeria della parte posteriore del velivolo era presente un doppio ruotino d'appoggio.

### Motore
Il Vought XF5U era equipaggiato con due Pratt & Whitney R-2000; si trattava di un motore radiale a 14 cilindri disposti su doppia stella e raffreddati ad aria, in grado di erogare ciascuno la potenza di 1 350 cavalli vapore britannici (1 010 kW).

### Armamento
Nel progetto iniziale era previsto che l'XF5U fosse armato con sei mitragliatrici calibro 0.5 in (12,7 mm) anche se, in un secondo tempo, fu proposto di impiegare quattro cannoni calibro 20 mm che, tuttavia, non furono mai installati sul velivolo.
Era prevista la possibilità di trasportare un carico bellico offensivo costituito da due bombe del peso di 1 000 libbre (454 kg) ciascuna, agganciate a rastrelliere sistemate al di sotto della fusoliera; in alternativa, alle stesse rastrelliere, era possibile agganciare serbatoi aggiuntivi di carburante.

### Annotazioni
1. ↑  Frittella (pancake) Volante.
2. ↑  La Vought aveva sede a Stratford nel Connecticut e lo spostamento via mare richiedeva il transito del canale di Panama
3. ↑  Si noti che il valore della potenza dei motori, riportato dalla medesima pubblicazione in due pagine diverse (Naval Fighters nº 21 pag.16 e pag.23), riporta due valori diversi.

### Fonti
1. 1 2 3 4  Moran, 1991, p. 158.
2. 1 2  Naval Fighters nº 21, p. 23.
3. ↑  Moran, 1991, p. 98.
4. 1 2 3 4  Moran, 1991, p. 99.
5. 1 2  Moran, 1991, p. 100.
6. ↑  Naval Fighters nº 21, p. 12.
7. ↑  Moran, 1991, p. 97.
8. ↑  Naval Fighters nº 21, p. 3.
9. 1 2  Naval Fighters nº 21, p. 24.
10. ↑  Vought XF5U Flying Flapjack, in "oldmachinepress.com".
11. ↑  Naval Fighters nº 21, p. 16.
12. ↑  Winchester, 2005, p. 247.
13. ↑  Naval Fighters nº 21, p. 19.
14. ↑  Naval Fighters nº 21, p. 18.

### Pubblicazioni
- (EN) AA.VV., V-173 and XF5U-1 Flying Pancakes, in Naval Fighters, n. 21, Simi Valley, California, USA, Ginter Books, luglio 1992, ISBN 978-0-94261-221-9.